# 1720
Епоха великих географічних відкриттів •  Перша наукова революція •  Глухівський період в історії Гетьманщини

## Геополітична ситуація
Османську імперію очолює Ахмед III (до 1730). Під владою османського султана перебувають Близький Схід та Єгипет, Середземноморське узбережжя Північної Африки, частина Закавказзя, значні території в Європі: Греція, Болгарія і Сербія. Васалами османів є Волощина та Молдова.
Священна Римська імперія охоплює, крім німецьких земель, Угорщину з Хорватією, Трансильванію, Богемію, Північну Італію. Її імператор — Карл VI Габсбург (до 1740). Король Пруссії — Фрідріх-Вільгельм I (до 1740).
На передові позиції в Європі вийшла Франція, якою править Людовик XV (до 1774). Франція має колонії в Північній Америці та Індії.
Король Іспанії — Філіп V з династії Бурбонів (до 1746). Королівству Іспанія належать південь Італії, Нова Іспанія, Нова Гранада та Віцекоролівство Перу в Америці, Філіппіни. Королем Португалії є Жуан V (до 1750). Португалія має володіння в Бразилії, в Африці, в Індії, в Індійському океані й Індонезії.
Північ Нідерландів займає Республіка Об'єднаних провінцій. Вона має колонії в Північній Америці, Індонезії, на Формозі та на Цейлоні. На британському троні сидить Георг I (до 1727). Британія має колонії в Північній Америці, на Карибах та в Індії. Король Данії та Норвегії — Фредерік IV (до 1730), на шведському троні Фредерік I змінив Улріку Елеонору (до 1751). На Апеннінському півострові незалежні Венеціанська республіка та Папська область. у Речі Посполитій королює Август II Сильний (до 1733). У Росії царює Петро I (до 1725).
Україну розділено по Дніпру між Річчю Посполитою та Московією. Гетьман України  — Іван Скоропадський. Пристановищем козаків є Олешківська Січ. Існує Кримське ханство, якому підвладна Ногайська орда.
В Ірані правлять Сефевіди.
Значними державами Індостану є Імперія Великих Моголів, Імперія Маратха. В Китаї править Династія Цін. У Японії триває період Едо.

## Події

### В Україні
- Замість Івана Малашевича кошовим отаманом Війська запорозького обрано Костя Гордієнка.

### У світі
- Війна четверного альянсу завершилася укладанням Гаазької угоди. Філіп V відмовився від претензій на французький трон, Сицилію та Сардинію. Карл VI відмовився від претензій на іспанський трон.
- Шведська королева Ульріка Елеонора зреклася трону на користь свого чоловіка Фредеріка I.
- Тріснула булька Компанії південних морів.
- Відбулася остання морська битва Великої Північної війни. Як московити так і шведи вважають, що перемогли.
- Тускарора покинули Північну Кароліну.
- Китайський імператор Кансі обмежив торгівлю з західними купцями містом Гуанчжоу.
- Війська Цін здійснили похід у Тибет і відібрали Лхасу у джунгарів.
- Індіанці пауні знищили іспанську експедицію на Великі рівнини.

### Наука та культура
- Едмонда Галлея призначено королівським астрономом.
- Бенедетто Марчелло опублікував сатиричний твір «Модний театр».
- Англійського художника Джеймса Торнгілла першим з митців посвячено в лицарі.
- В Ірландії відкрився перший яхт-клуб.
- Феофан Прокопович написав «Духовний регламент».

## Народились
див. також Категорія:Народились 1720
- 11 травня — Карл Фрідріх Ієронім фон Мюнхгаузен, німецький барон, який після служби в російській армії і повернення на батьківщину в Ганновер прославився розповідями неймовірних історій, що ніби-то відбулись з ним під час воєнних походів і описаних Рудольфом Распе

## Померли
див. також Категорія:Померли 1720